# Mar de ámbar
Mar de ámbar (título original: Amber Waves) es un telefilme estadounidense de drama de 1980, dirigido por Joseph Sargent, escrito por Ken Trevey, musicalizado por John Rubinstein, en la fotografía estuvo Donald M. Morgan y los protagonistas son Dennis Weaver, Kurt Russell y Mare Winningham, entre otros. Este largometraje fue realizado por Time-Life Television Productions y se estrenó el 9 de marzo de 1980.

## Sinopsis
Un vagabundo que se encuentra en Kansas, toma una propuesta de trabajo de un cosechador de trigo que, desesperado por un cáncer y sus problemas económicos, quiere quitarse la vida, pero termina transformándose en una figura paterna para su nuevo empleado.